# Resolutie 211 Veiligheidsraad Verenigde Naties
'Resolutie 211 van de Veiligheidsraad van de Verenigde Naties werd op 20 september 1965 aangenomen, met tien stemmen voor en één onthouding van Jordanië. De resolutie eiste dat India en Pakistan de wapens zouden neerleggen.

## Achtergrond
In augustus 1965 laaide de oorlog tussen India en Pakistan om het betwiste gebied Kasjmir weer op. De Veiligheidsraad vroeg tweemaal eerder om een staakt-het-vuren.

## Inhoud
De Veiligheidsraad had de rapporten van secretaris-generaal U Thant over diens consultaties met de overheden van India en Pakistan besproken, en had respect voor de secretaris-generaal vanwege zijn inspanningen. De verklaringen van India en Pakistan waren gehoord. De antwoorden van beide partijen op de oproep tot een staakt-het-vuren werden bemerkt, maar men merkte verder op dat er tot op heden geen staakt-het-vuren in voege was gegaan.
De Veiligheidsraad was ervan overtuigd dat een einde aan de vijandelijkheden noodzakelijk was als eerste stap om tot een vreedzame oplossing te komen. Geëist werd dat een staakt-het-vuren in zou gaan op woensdag 22 september 1965 om 07:00 uur GMT, waarna de troepen zich moesten terugtrekken tot hun posities van voor 5 augustus. De secretaris-generaal werd gevraagd te voorzien in het toezicht op het staakt-het-vuren en de terugtrekking.
Besloten werd om van zodra aan paragraaf °1 van resolutie 210 was voldaan, te beslissen over de volgende stappen om tot een oplossing van het conflict te komen. De twee landen werden opgeroepen om alle vreedzame middelen hiertoe aan te wenden.
De secretaris-generaal werd gevraagd alles te doen om deze resolutie te doen uitvoeren, een vreedzame oplossing te zoeken en hierover te rapporteren.
Lijst ·  200 ·  201 ·  202 ·  203 ·  204 ·  205 ·  206 ·  207 ·  208 ·  209 ·  210 ·  211 ·  212 ·  213 ·  214 ·  215 ·  216 ·  217 ·  218 ·  219